# Francisco González Hernández
Francisco González Hernández, O.P. (Castronuño, Valladolid, España, 20 de julio de 1952) es un religioso dominico español que actualmente es obispo titular de Thuccabora y vicario apostólico emérito de Puerto Maldonado, en Perú.

## Biografía

### Primeros años
Ingresó en la Orden de Predicadores, el 25 de septiembre de 1977, realizando su profesión solemne. El 18 de diciembre de 1982 fue ordenado sacerdote.

### Misión en Perú
En el año 1996 se trasladó a Perú para ser misionero. Fue coadjutor de la parroquia de Quillabamba y promotor de la pastoral vocacional de los frailes dominicos. Posteriormente, fue párroco de la parroquia de Nuestra Señora del Rosario de Puerto Maldonado y vicario episcopal.

### Obispo
El 8 de julio de 2001, fue consagrado obispo titular de Thuccabora y vicario apostólico coadjutor de Puerto Maldonado. El 2 de febrero de 2008, el papa Benedicto XVI lo nombró vicario apostólico tras la renuncia de Juan José Larrañeta Olleta, O.P..
El 23 de junio de 2015, el papa Francisco aceptó su renuncia al gobierno del vicariato. Fue sustituido por monseñor David Martínez de Aguirre Guinea, O.P..